# 로저 워터스
조지 로저 워터스(영어: George Roger Waters, 1943년 9월 6일 ~ )는 영국의 싱어송라이터이자 음악 프로듀서, 사회운동가이다. 핑크 플로이드의 베이시스트로 활동하며 세계적인 명성을 얻었다.
1985년 그룹에서 탈퇴한 이후에 솔로로 활동하여 세 장의 스튜디오 음반과 한 장의 사운드 트랙을 냈으며, 1990년에는 대형 콘서트 The Wall – Live in Berlin을 열기도 하였다. 2005년에는 오페라 《Ça Ira》를 제작하였으며, 같은 해 런던에서 열린 Live 8 콘서트를 통해 핑크 플로이드 멤버들과 24년 만에 함께 정식 공연을 가졌다.

## 생애

### 시드 배럿의 탈퇴까지
조지 로저 워터스는 1943년 9월 6일 매리와 에릭 플렛처 워터스의 2남 중 차남으로 태어났다. 워터스의 할아버지는 노동당 행동가였고 광부였으며, 아버지는 독실한 기독교도이면서 교사이자 영국 공산당원 이었다. 2차 대전 초기에 아버지는 양심적 병역 거부자가 되어 구급차를 몰았다. 그는 나중에 파시즘에 분노를 느껴 영국군에 입대했고 아프릴리아에서 전사했다. 당사 워터스는 생후 5개월째였다. 2014년 2월 워터스는 아버지와 다른 전사자를 기리는 기념비를 공개했다. 남편의 죽음 이후 메리 워터스는 케임브리지로 이주했다.
워터스는 캠브릿지의 고등학교에서 시드 배럿를 만난다. 당시 데이비드 길모어도 근처에 살고있었다. 워터스는 15세때 핵군축캠페인의 의장이 되어 행사를 조직하거나 포스터를 만들곤 했다. 그는 스포츠맨이어서 크리켓, 럭비팀의 중요 멤버였다. 그는 학교를 싫어했다. 선생의 괴롭힘도 친구들의 괴롭힘도 싫었고 매 순간이 싫었다.그는 런던의 리젠트 스트리트 폴리테크닉 건축과에 다니면서 닉 메이슨과 리처드 라이트 (음악가)를 만난다. 그는 기계공학도로서의 경력을 시작하려했다.

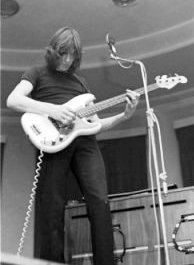
로저 워터스, 1970년 리즈 대학교

63년 9월 학업에 흥미를 잃은 워터스와 메이슨은 스텐호프 가든의 저지대로 이사갔다. 워터스, 메이슨, 라이트는 키스 노블과 클라이브 멧칼페라는 친구들과 함께 시그마 6라는 밴드에서 활동을 시작했다. 곧 밴드명을 메가데스로 바꾼다. 당시 워터스는 리듬기타를 쳤다. 그들은 학교 지하실에서 연습하곤 했다.
멧칼페와 노블이 자신들의 밴드를 만들기 위해 떠나고 바렛과 밥 클로스가 가입했다. 워터스는 베이스로 포지션을 바꿨다. 밴드명은 (스크리밍) 압답스로 바꾸었다. 이후 레오나즈 롯저스, 스펙트럼 파이브, 티 셋 등으로 이름을 계속 바꾸다가 핑크 플로이드 사운드, 핑크 플로이드 블루스 밴드를 거쳐 결국 66년에 핑크 플로이드라는 이름으로 정착했다.
66년초 바렛은 핑크 플로이드의 간판이었고 기타리스트였으며 작곡가였다. 1집을 거의 다 작곡했다. 67년 후반부터 바렛은 정신건강이 나빠지면서 점차 행동에 문제가 생기기 시작했다. 그는 핑크 플로이드의 멤버로서 뭔가 할 수가 없거나 의지가 없거나 둘중 하나의 상태였다. 68년 3월 밴드와 매니저들은 모여서 바렛의 탈퇴를 결정했다. 그리고 데이빗 길모어가 가입했다.

### 핑크 플로이드의 리더

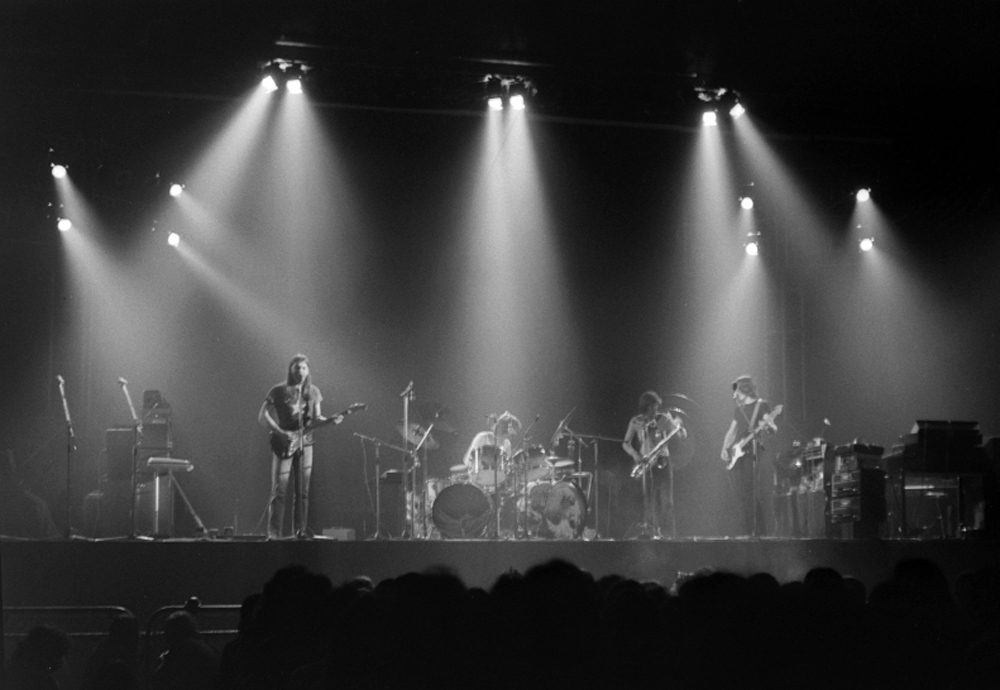
왼쪽부터 길모어, 메이슨, 딕 페리, 워터스. 다크 사이드 오브 더 문 공연. 1973년

바렛의 공백을 워터스가 메우기 시작했다. 그는 작사, 작곡, 보컬을 담당했다. 그는 85년 탈퇴할 때까지 밴드의 주요 창작자였다. 특히 Dark Side부터 Final Cut까지 가사의 대부분을 썼다. Dark Side이후 워터스의 모든 앨범은 The Dark Side of the Moon 콘셉트 음반이었다. Dark Side는 4천만장이 팔린 것으로 기록되었다. 세계에서 두번째로 많이 팔린 음반이며 미국에서는 21번째로 많이 팔렸다.
워터스는 계속해서 아이디어를 내왔으며 특히 전쟁의 대가나 아버지의 부재 등을 음악에서 다루어왔다. Final Cut은 그의 아버지에게 헌정한 음반이었다. The Wall은 제2차 세계 대전이후의 인간에 대해 다룬 것이다.
83년 3월에 발매된 Final Cut은 그들의 마지막 협력이었다. 가사들에서는 보수당 (영국) 정부에게 비판적이었고  마거릿 대처 를 실명으로 언급하기도 했다. 당시 길모어는 곡이 부족하니 앨범 발매를 미루자고 했지만 워터스가 강행했다. 앨범은 호평을 받았으나 워터스의 솔로앨범이라는 평도 있었다.

### 솔로

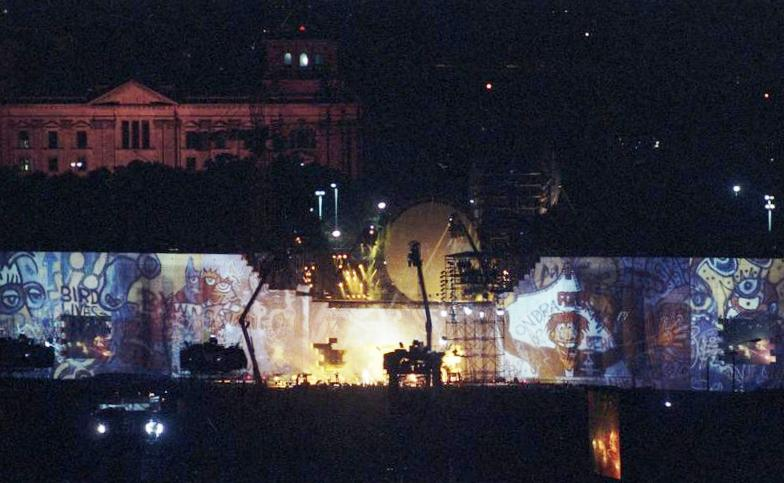
더 월을 공연중인 워터스, 1990년 베를린

그의 첫 솔로앨범 The Pros and Cons of Hitch Hiking은 한 남자의 꿈을 묘사하는 프로젝트였다. 여기서 워터스는 일부일처제와 가족관계에 대해 회의적인 시선을 투영했다. 결론에서는 주인공이 혼란보단 결혼과 사랑을 선택하지만 말이다. 이 앨범에서는 기타리스트 에릭 클랩튼과 색서폰주자 데이빗 샌본이 참여했다. 공연 티켓이 잘 안팔려서 다수의 공연이 취소되었으며 그는 40만 파운드의 손해를 보았다.
86년 그는 레이몬드 브릭스의 애니메이션 When the Wind Blows를 위해 곡을 제공했다. 87년에 그는 새로운 컨셉트 앨범 Radio KAOS를 내놓았다. 여기서 주인공 빌리는 우연히 라디오 전파를 조절할 능력을 얻고 라디오 DJ와 교신하다가 나중에는 세상에 분노하여 핵전쟁을 흉내내어 사회를 혼란으로 몰고간다는 내용이다. 그는 이 앨범으로 87년에 투어를 다녔다.
89년 11월 베를린 장벽이 무너졌고 워터스는 역사상 최대의 공연을 기획한다. 공연장소는 포츠담 광장과 브란덴부르크 문의 사이였다. 공식적으로 20만명이 공연을 보았고 1억명 이상이 시청했다. 그는 자선행사로 만들어달라는 요청을 받아서 조니 미첼, 밴 모리슨, 신디 로퍼, 브라이언 애덤스, 스콜피언스, 시네이드 오코너 등과 함께했다. 동독의 심포니 오케스트라와 러시아 행진 밴드 등을 동원했고 미군의 헬기 지원까지 받았다. 벽은 25m높이에 170m폭으로 설치되었다. 앨범은 실황음반으로 발매되어 플래티넘을 따냈다.

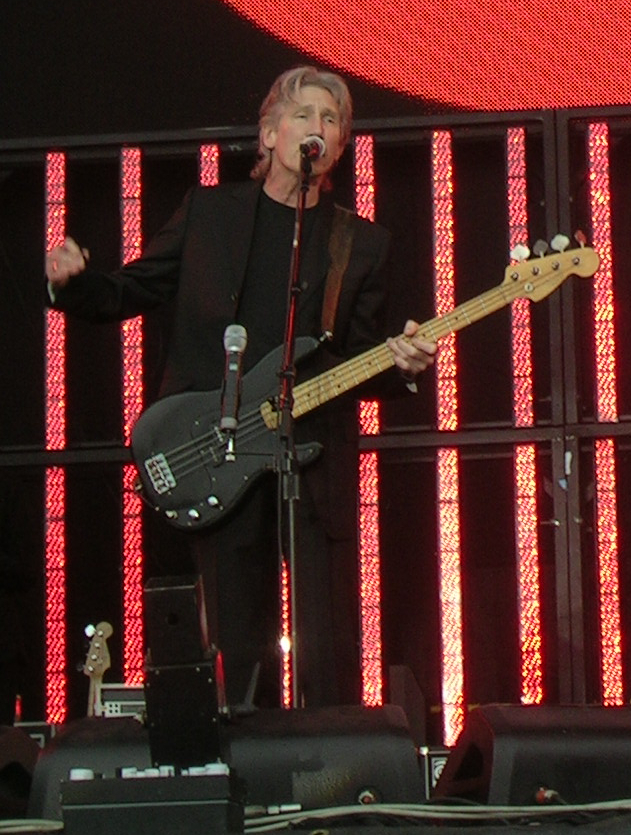
다크 사이드 공연중인 로저 워터스, 2006년

90년에 워터스는 새 매니저와 고용하고 세계배급사를 EMI에서 콜롬비아로 바꾸었다. 그는 3집 Amused to Death를 내는데 이 앨범은 천안문 항쟁과 걸프전의 영향을 받았다. 그리고 엔터테인먼트 산업, 특히 TV를 신랄하게 비판했다. 앨범명은 닐 포스트먼의 책 Amusing Ourselves to Death에서 따온 것이다. 제프 벡이 인상적인 기타 연주를 남겼다. 이 앨범은 워터스의 음반중 가장 평가가 좋았으며 핑크 플로이드 시절의 명반들에 비견되었다. 워터스 스스로가 Dark Side와 The Wall과 같은 반열이라고 말할 정도의 완성도였다. 음반은 100만장 이상 팔렸지만 앨범 홍보 투어는 없었다. 96년에 워터스는 핑크 플로이드의 멤버로 로큰롤 명예의 전당에 올랐다.
99년에 12년만의 월드투어인 In the Flesh 투어를 시작했다. 이 공연은 매우 성공적이어서 점차 규모가 커졌다. 공연 실황도 공개되었고 앵콜때는 신곡도 소개했다. 글래스톤베리에서 마지막 공연을 가졌고 한국 공연도 1회 있었다.
2004년에는 The Wall을 소재로 한 뮤지컬이 만들어졌고 그는 신곡을 싱글로 공개하기도 했다.
05년에는 Live 8 무대에서 워터스가 핑크 플로이드 멤버들과 함께 공연을 가졌다. 24년만의 1회성 공연이었다. 워터스는 재결합을 긍정적으로 언급했으나 길모어는 불편해했고 더이상의 협연은 없었다.
05년 워터스는 오페라 Ça Ira를 공개했다. 그는 오랜시간 베토벤, 베를리오즈, 보로딘 등의 팬이었다고 하지만 평은 그리 좋지 않았다.
06년 그는 Dark Side 앨범으로 월드투어를 다녔다. 30년만의 이 공연에서 그는 다양한 특수효과등을 선보였다. 공연의 마지막 즈음엔 닉 메이슨이 참여해주었다.

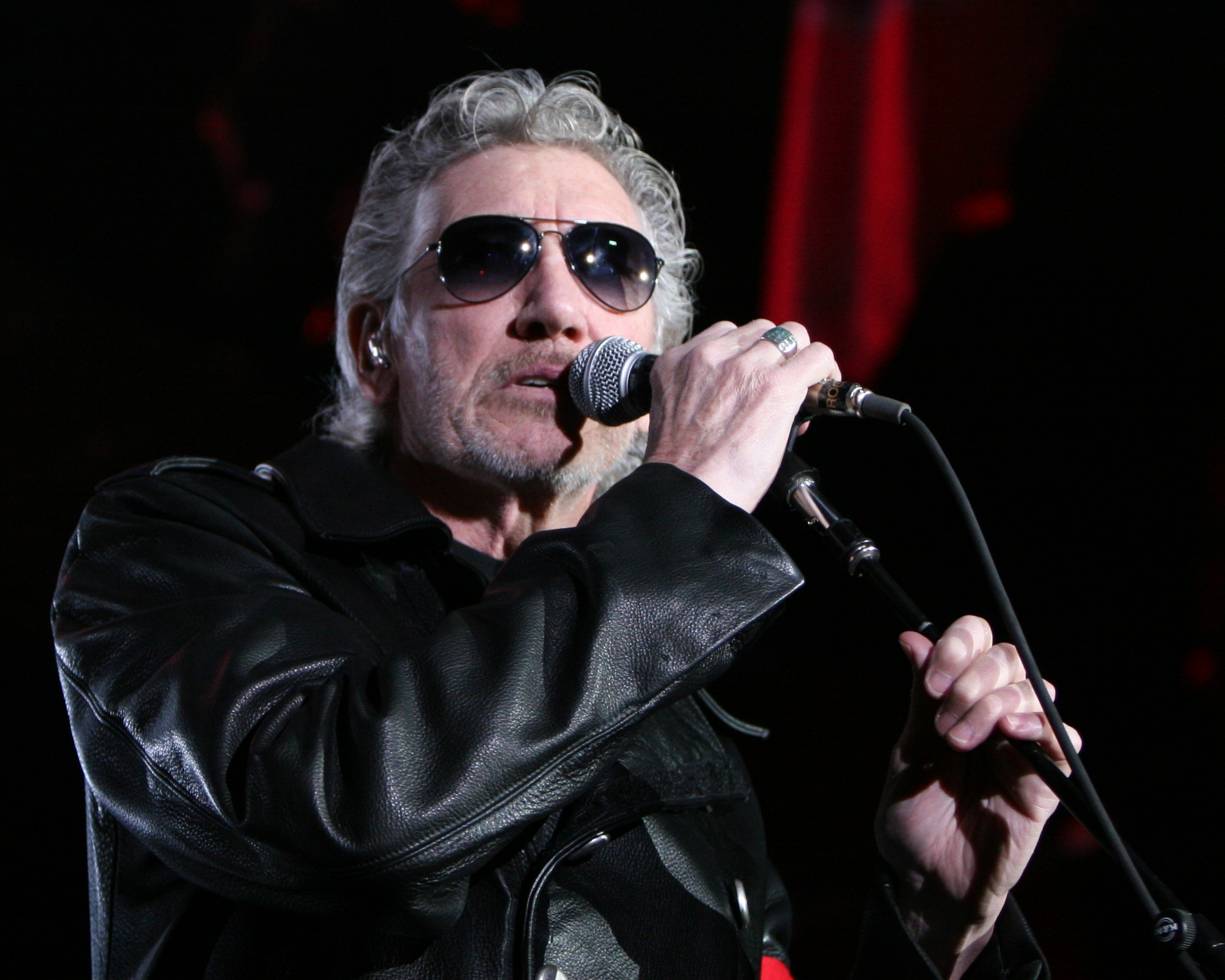
더 월 공연중인 로저 워터스, 바르셀로나 2011

2010년 그는 The Wall로 월드투어를 시작했다. 2011년 5월 12일에는 길모어와 메이슨이 워터스와 함께 Comfortably Numb을 함께 연주하기도 했다. 이 공연은 대성공을 거두어 그에게 엄청난 부를 안겨주었다.
워터스는 어린시절부터 좋아했던 주디와 69년 결혼했지만 아이없이 75년에 이혼했다. 그는 76년에 캐롤린 크리스티와 재혼해서 해리 워터스를 낳았다. 그는 로저의 공연에 동행하고 있다. 딸인 인디아 워터스는 모델이다. 92년 그들은 이혼했다. 93년에 프리실라 필립스와 결혼해 아들을 낳았지만 01년에 이혼했다. 12년에 로리 더닝과 결혼했지만 15년에 이혼했다.

## 음반 목록
그는 1983년까지 핑크 플로이드에 참여했다. 이 부분에 대해서는 핑크 플로이드를 참고하라.
1. Music from The Body - 1970년
2. The Pros and Cons of Hitch Hiking - 1984년
3. When the Wind Blows - 1986년 (OST, B면이 워터스의 연주)
4. Radio K.A.O.S. - 1987년
5. The Wall - Live in Berlin - 1990년 (베를린 장벽 붕괴 기념 공연 실황)
6. Amused to Death - 1992년
  1. The Ballad of Bill Hubbard
  2. What God Wants, Part I
  3. Perfect Sense, Part I
  4. Perfect Sense, Part II
  5. The Bravery of Being Out of Range
  6. Late Home Tonight, Part I
  7. Late Home Tonight, Part II
  8. Too Much Rope
  9. What God Wants, Part II
  10. What God Wants, Part III
  11. Watching TV
  12. Three Wishes
  13. It's A Miracle
  14. Amused to Death
7. In the Flesh - Live - 2000년
8. Flickering Flame: The Solo Years Volume 1 - 2002년
9. Ça Ira - 2005년